# Eragrostis elongata
Eragrostis elongata är en gräsart som först beskrevs av Carl Ludwig von Willdenow, och fick sitt nu gällande namn av Joseph Franz von Jacquin. Eragrostis elongata ingår i släktet kärleksgrässläktet, och familjen gräs. Inga underarter finns listade i Catalogue of Life.